# Thinocoridae
Famille
La famille des thinocoridés (ou Thinocoridae) comprend les deux espèces d'attagis et les deux de thinocores, oiseaux de taille petite à moyenne (de 16 à 30 cm), à pattes et bec courts, ressemblant à des cailles ou des perdrix, mais à vol de bécassine.

## Répartition et habitat
Ils vivent en Amérique du Sud (Andes et Patagonie), dans des milieux à végétation alpine, steppes et semi-déserts, depuis le niveau de la mer jusqu'à 5 500 m d'altitude.

## Liste des genres et des espèces
D'après la classification de référence (version 14.1, 2024)de l'Union internationale des ornithologues, il y a 4 espèces de Thinocoridae réparties en 2 genres (ordre philogénique) :
- Attagis Geoffroy Saint-Hilaire & Lesson, 1831 (2 espèces) ;
  - Attagis gayi Geoffroy Saint-Hilaire, I & Lesson, RP, 1831 – Attagis de Gay ;
  - Attagis malouinus (Boddaert, 1783) – Attagis de Magellan ;
- Thinocorus Eschscholtz, 1829 (2 espèces) ;
  - Thinocorus orbignyianus Geoffroy Saint-Hilaire, I & Lesson, RP, 1831 – Thinocore d'Orbigny ;
  - Thinocorus rumicivorus Eschscholtz, 1829 – Thinocore de Patagonie.